# 汪荣华
汪荣华（1917年—2008年5月27日），女，安徽六安人，中华人民共和国政治人物，曾任中央军委办公厅顾问，第五、六届全国政协委员。

## 家庭
丈夫刘伯承。